# (5677) Aberdonia
(5677) Aberdonia (1987 SQ1) – planetoida z pasa głównego asteroid okrążająca Słońce w ciągu 4,78 lat w średniej odległości 2,83 j.a. Odkryta 21 września 1987 roku.